# Moi, Fadi, le frère volé
Moi, Fadi, le frère volé est une série de bandes dessinées de Riad Sattouf concernant son frère Fadi, prolongeant et complétant le récit autobiographique de L'Arabe du futur. Le premier tome couvre les années 1986 à 1994. Il est publié aux éditions Les Livres du futur.
Il met en dessin les confidences de son frère recueillies en 2011 et 2012. Fadi raconte son enfance heureuse en Bretagne avec sa mère et ses frères Riad et Yahya jusqu’à son enlèvement par son père qui l’emmène en Syrie.

## Création de la série
Le récit de L’Arabe du futur, dévoile que le frère cadet de l’auteur, Fadi, est enlevé en 1992 par leur père syrien Abdel-Razak Sattouf et emmené à Ter Maaleh en Syrie. Riad Sattouf et son deuxième frère vivent alors en France avec leur mère. Leurs retrouvailles avec Fadi ont lieu presque 20 ans plus tard, fin 2011.
L’auteur réalise alors de longs entretiens avec Fadi, qui sont le terreau de la série Moi, Fadi, le frère volé. Le premier tome couvre les années 1986 à 1994 ce qui correspond à la période temporelle du 4ème album de la série L’Arabe du futur.
L’annonce de la série est réalisée par Riad Sattouf sur son compte Instagram le 1er septembre 2024. Le premier volume parait le 8 octobre 2024 et deux autres tomes sont annoncés.
Le tome 1 est le deuxième album de la maison d’édition Les Livres du futur, créée par Riad Sattouf, succédant au premier tome de Le Jeune Acteur en 2023.

## Histoire

### Résumé

#### Tome 1
Fadi vit à Rennes, en Bretagne, avec sa mère et ses deux frères. Quand sa mère demande à divorcer, son père, qu’il connait mal, l’enlève et l’emmène en Syrie dans son village de Ter Maaleh. Il se retrouve alors isolé, séparé de sa famille par la distance et des locaux par la langue et la culture. Son père se révèle incapable de l'élever.

## Publication

### Albums en français
Les Livres du futur :
1. Tome 1 (1986-1994), 2024,  (ISBN 2959133722)

## Analyse

### Réception critique
Le tome 1 arrive en 3e position des ventes d'albums de BD et mangas de 2024 en France, avec  273 000 exemplaires vendus selon le classement Nielsen-GfK.
Raphaëlle Leyris, critique au quotidien Le Monde classe le premier tome dans les BD sorties en 2024 préférées du journal. L’ouvrage « aussi drôle que touchant » est choisi par Zéna Zalzal dans la sélection lecture de mars 2025 de L'Orient-Le Jour. Chez Riad Sattouf, elle souligne « son formidable talent de conteur, et son dessin mettant en relief la cocasserie des situations. »

### Graphisme
L’objet livre est le fruit d'une attention particulière chez Riad Sattouf, déjà sur de précédents albums. C’est pour avoir le maximum de contrôle qu’il créé sa maison d’édition.
Comme dans L’Arabe du futur, la couleur des planches a une signification particulière. Dans le premier tome, le jaune laisse progressivement place au rouge, pour montrer la violence de l’enlèvement de Fadi.
Inspiré par l’album Le Lotus bleu de Hergé, Riad Sattouf a aussi choisi de représenter des cartes sur l’intérieur de la couverture de son ouvrage. L’Europe au début de la bande dessinée, le Moyen-Orient avant la quatrième de couverture, montrant ainsi le cheminement parcouru dans le tome 1.

### Style narratif
Moi, Fadi, le frère volé est une « autobiographie d’autrui ». Tout comme Les Cahiers d'Esther, publiés depuis 2016, le récit est raconté à la première personne et Riad Sattouf se met dans la peau de son frère.
Le tome 1 prête une attention particulière au langage, dans la lignée des séries de Riad Sattouf. Dans La Vie secrète des jeunes, il reprenait l’affrication et les tics de langage entendus dans la rue. Les habitudes langagières de l’adolescence de nos jours se retrouvent aussi chez l’héroïne éponyme de la série Les Cahiers d'Esther. Dans Moi, Fadi, le frère volé, c'est l’accent arabe du père, enseignant en Arabie saoudite, qui retranscrit que celui-ci est perçu comme un étranger. Ensuite, c’est Fadi qui perd peu à peu l’usage du français quand il est élevé en Syrie.